# Szyrwani Kostojew
Szyrwani Ustarchanowicz Kostojew (ros. Ширвани Устарханович Костоев, ur. 1923 we wsi Gałaszki (obecnie w Inguszetii), zm. 6 sierpnia 1949 w Jełgawie) – radziecki lotnik wojskowy, starszy porucznik lotnictwa, uhonorowany pośmiertnie tytułem Bohatera Federacji Rosyjskiej (1995).

## Życiorys
Był Inguszem. Po ukończeniu szkoły wstąpił do aeroklubu, w maju 1941 został powołany do armii i skierowany do krasnodarskiej szkoły pilotów. Następnie służył w Saratowie i potem na Zabajkalu, jesienią 1944 w składzie 64 pułku lotnictwa szturmowego przybył na front, walczył na 3 Froncie Białoruskim, brał udział w operacji wschodniopruskiej. Na początku października 1944 wykonał swój pierwszy lot bojowy. Do stycznia 1945 wykonał 13 lotów bojowych, atakując siłę żywą i technikę wroga. Był trzykrotnie ranny. Do maja 1945 wykonał 92 loty bojowe. Od 1945 służył w Nadbałtyckim Okręgu Wojskowym. Zginął podczas wykonywania obowiązków służbowych. Został pochowany w Jełgawie.

## Odznaczenia
- Bohater Federacji Rosyjskiej (pośmiertnie, 6 lipca 1995)
- Order Czerwonego Sztandaru (18 maja 1945)
- Order Wojny Ojczyźnianej I klasy
- Order Wojny Ojczyźnianej II klasy
- Order Czerwonej Gwiazdy (4 lutego 1945)

I medale.